# Niuksienica
Niuksienica (ros. Нюксеница) – wieś (sieło) w Rosji, w obwodzie wołogodzkim, ośrodek administracyjny rejonu niuksieńskiego. W 2010 liczyła 4271 mieszkańców.